# Еспід-Дарбон
Еспід-Дарбон (перс. اسپيدداربن) — село в Ірані, у дегестані Сардар-е-Джанґаль, у бахші Сардар-е-Джанґаль, шагрестані Фуман остану Ґілян. За даними перепису 2006 року, його населення становило 12 осіб, що проживали у складі 5 сімей.